# Karaté aux Jeux méditerranéens de 2018
Navigation
Édition 2013
Les compétitions de karaté des Jeux méditerranéens de 2018 ont lieu du 23 au 24 juin 2018 à Tarragone.
Seules des épreuves de kumite sont disputées.

## Médaillés

### Hommes
| Catégorie      | Or                         | Argent                | Bronze                                           |
| -------------- | -------------------------- | --------------------- | ------------------------------------------------ |
| Moins de 60 kg | Abdessalam Ameknassi (MAR) | Nader Azzoauzi (TUN)  | Malek Salama (EGY) Eray Şamdan (TUR)             |
| Moins de 67 kg | Marvin Garin (FRA)         | Burak Uygur (TUR)     | Samy Ennkhaili Anqoud (ESP) Nenad Kelebikj (MKD) |
| Moins de 75 kg | Erman Eltemur (TUR)        | Enes Garibović (CRO)  | Oualid Bouabaoub (ALG) Rabii Jendoubi (ITA)      |
| Moins de 84 kg | Berat Jakupi (MKD)         | Jessie Da Costa (FRA) | Ahmed Elmasry (EGY) Michele Martina (ITA)        |
| Plus de 84 kg  | Hocine Daikhi (ALG)        | Ahmed Elasfar (EGY)   | Slobodan Bitević (SRB) Zharko Arsovski (MKD)     |

### Femmes
| Catégorie      | Or                        | Argent                   | Bronze                                        |
| -------------- | ------------------------- | ------------------------ | --------------------------------------------- |
| Moins de 50 kg | Jelena Milivojčević (SRB) | Aicha Sayah (MAR)        | Areeg Rashed (EGY) Serap Özçelik (TUR)        |
| Moins de 55 kg | Tuba Yakan (TUR)          | Ana Drašković (MNE)      | Sara Cardin (ITA) Sabrina Ouihaddadene (FRA)  |
| Moins de 61 kg | Tjaša Ristić (SVN)        | Giana Lotfy (EGY)        | María Cristina Ferrer (ESP) Viola Lallo (ITA) |
| Moins de 68 kg | Silvia Semeraro (ITA)     | Eda Eltemur (TUR)        | Marina Raković (MNE) Lina Pusnik (SVN)        |
| Plus de 68 kg  | Nancy Garcia (FRA)        | Eleni Chatziliadou (GRE) | Meltem Hocaoğlu (TUR) Laura Palacio (ESP)     |

## Tableau des médailles
*  Pays organisateur 
| Rang  | Nation     | Or | Argent | Bronze | Total |
| ----- | ---------- | -- | ------ | ------ | ----- |
| 1     | Turquie    | 2  | 2      | 3      | 7     |
| 2     | France     | 2  | 1      | 1      | 4     |
| 3     | Maroc      | 1  | 1      | 0      | 2     |
| 4     | Italie     | 1  | 0      | 4      | 5     |
| 5     | Macédoine  | 1  | 0      | 2      | 3     |
| 6     | Algérie    | 1  | 0      | 1      | 2     |
| 6     | Serbie     | 1  | 0      | 1      | 2     |
| 6     | Slovénie   | 1  | 0      | 1      | 2     |
| 9     | Égypte     | 0  | 2      | 3      | 5     |
| 10    | Monténégro | 0  | 1      | 1      | 2     |
| 11    | Croatie    | 0  | 1      | 0      | 1     |
| 11    | Grèce      | 0  | 1      | 0      | 1     |
| 11    | Tunisie    | 0  | 1      | 0      | 1     |
| 14    | Espagne    | 0  | 0      | 3      | 3     |
| Total | Total      | 10 | 10     | 20     | 40    |